# Pheraspis mesotypa
Pheraspis mesotypa är en fjärilsart som beskrevs av Turner 1922. Pheraspis mesotypa ingår i släktet Pheraspis och familjen tandspinnare. Inga underarter finns listade i Catalogue of Life.